# 女ばかりの夜
『女ばかりの夜』（おんなばかりのよる）は、1961年（昭和36年）に公開された東京映画製作・東宝配給の日本映画。

## 概要
日本映画史を代表する大女優であり、日本で2人目の女性映画監督である田中絹代の監督6作中の5作目に当たる。かつて溝口健二監督の『夜の女たち』（1948年）で街娼を演じた田中が、同じく街娼、コールガールといった売春婦たちの更生と社会的自立を演出した社会派ドラマである。梁雅子原作の『道あれど』をもとに田中澄江が脚色した。
2009年10月17日、田中絹代生誕100年の記念として、第22回東京国際女性映画祭にて上映された。
"Girls of Dark" または "Girls of Night" の英語題名で海外でも紹介が進んでいる。

## あらすじ
昭和33年（1958年）に売春防止法が施行されたが、その後も売春は絶えなかった。摘発された売春婦たちは厚生寮か補導院に収容されて更生の道をめざすことになった。だが、更生して社会に出ても世間の目は冷たく、困難さに耐え切れずに再び売春婦に戻ってしまう女たちも少なくなかった。
白菊婦人寮はそのような厚生寮で、野上（淡島千景）・北村（沢村貞子）たち寮母の指導で数十名の女性が更生するべく生活していた。邦子（原知佐子）は、神戸の米軍キャンプで「洋パン」（米兵相手のパンパン）をしていたが、この寮で更生して模範生となり、寮を出て就職することになった。ある日のこと幾人かの婦人が寮を視察に訪れ、その中の志摩夫人（香川京子）は、邦子にやさしい声をかける。
邦子は職安の紹介で食料品店に住み込みの女中として月給2千5百円という薄給で働き始めた。ところが、彼女がパンパンであったことが、寮を知る米屋から店員を通じて店主の妻よし（中北千枝子）に知れて、それ以後はさまざまな侮辱や嫌がらせを受けることになった。ついに我慢しきれなくなった邦子は、よしが子供を連れての留守中に艶やかな姿で店主の達吉（桂小金治）を誘惑して一夜をともにし、よしが帰宅すると達吉を窮地に追い込む仕返しをして店を去る。転職の当てもなく街に出た彼女は、女たちを視ている内に街娼に戻ろうと彷徨っていたところを、張り込んでいた私服刑事に捕らえられる。警察署で寮母･野上と再会し、あなたは寮の期待の星だと諭される。
野上の努力により、邦子は工場の女工になって社員寮に住み込むことになる。前に前身を伏せていて失敗したので、今度は寮の部屋で同僚たちにパンパンであったことを明かした。ところが実は、低賃金の女工たちは、知り合いの若い男たちに体を売って性欲を満たしつつ荒稼ぎしていたのだった。ある日、同僚のきみ子が三人の男たちを斡旋しようと持ちかけてきた。断った邦子は、晩に迫ってきた三人の男たちを啖呵を切って追い払う。面子を潰されたきみ子は、女工たち数人を集めて相談し、倉庫で邦子の手足を押さえつけ蝋燭を垂らしリンチする。体に火傷を負わされるなどして傷つき、白菊婦人寮にたどり着いた邦子は、野上たち寮母に手当てを受ける。非業に憤慨した寮母の野上と北村は、工場を訪れて女監督（菅井きん）やきみ子たちを謝罪させ、警察に訴え出ると通告する。
3度目に、邦子は以前から目をかけてくれていた志摩夫人のバラ園で働き始める。同じく更生した友人のチエ子（北あけみ）も白菊婦人寮を出て学生食堂で働き始め、邦子とともにお寺の離れに住み込む。バラ園の青年技師･早川（夏木陽介）は、邦子の前身を知りながらも愛情を抱くようになり、不安を抱く邦子と結婚の約束にこぎつける。早川が山陰の実家に帰省している間に、昔の男（伊藤久哉）が邦子の住所をかぎつけて来て、昔の仕事に戻れと強く迫る。バラ園には、早川の母親から手紙が来ていて「落ちぶれたとはいえ代々松平家に仕えた士族の家系であり、息子2人を戦争で亡くし、そのうえ跡取り息子である司を赤線の女だった邦子と一緒にさせることはできない」と懇願する内容だった。司とは遠縁に当たる志摩夫人と夫（平田昭彦）も結婚は無理だという。ついに、邦子は姿を消した。
バラ園に戻ってきた早川は、どうしても邦子と結婚すると、志摩夫人に強調する。早川が白菊婦人寮を訪問すると、失踪したままの邦子から手紙が来ていた。心配をかけてすみません、愛する人から求婚された喜びを一生忘れないと、書かれていた。房総のある海岸で、邦子は海女となって働いていた。

## 出演者
- 邦子：原知佐子①（主人公。日本各地の米軍キャンプでパンパンをしていたが、更生して自立をめざす）
- 野上：淡島千景○（白菊婦人寮の寮母）
- 北村：沢村貞子⑦（白菊婦人寮の寮母）
- 岡田：岡村文子（白菊婦人寮の寮母）
- チエ子：北あけみ②（白菊婦人寮の寮生で邦子の友人。更生して食堂で働く）
- 亀寿：浪花千栄子④（白菊婦人寮の寮生）
- よしみ：富永美沙子（白菊婦人寮の寮生で脱走の常習犯）
- 松子：田上和枝（白菊婦人寮の寮生）
- 小雪：関千恵子（白菊婦人寮の寮生）
- 留子：田原久子（白菊婦人寮の寮生）
- しづか：千石規子⑥（白菊婦人寮の寮生）
- 原田：春川ますみ（白菊婦人寮の寮生）
- 高木達吉：桂小金治⑧（食料品店の店主）
- 高木よし：中北千枝子⑤（その妻）
- 工場の女監督：菅井きん
- 寺の奥さん：水の也清美
- 昔の男：伊藤久哉⑩（邦子の昔の男）
- 早川司：夏木陽介③（バラ園で働く園芸技師の青年）
- 志摩：平田昭彦⑨（バラ園の主人）
- 志摩夫人：香川京子○（バラ園の女主人）
- 出雲八恵子
- 中原成男
- 天津敏
- 大村千吉

○数字はクレジット順。○はトメ。

## スタッフ
- 製作 - 永島一朗、椎野英之
- 原作 - 梁雅子「道あれど」
- 脚本 - 田中澄江
- 撮影 - 中井朝一
- 音楽 - 林光